# História de Castro (Paraná)
A História de Castro é de origem tropeira. Era ponto obrigatório do trânsito das tropas de Viamão, no Rio Grande do Sul, a Sorocaba, em São Paulo. Os tropeiros pousavam à beira do rio Iapó, vindo a originar o primeiro nome do local, Pouso do Iapó. Em 1774, se elevou à condição de Freguesia, com a designação de Freguesia Nova de Sant’Ana do Iapó. Em 1789 transformou-se em Vila Nova de Castro, em honra de Martinho de Mello e Castro, naquela época Secretário dos Negócios Ultramarinos de Portugal.
Com o rápido desenvolvimento, chegou a ser instalada a Comarca, em 1854, não demorando a se transformar em Cidade de Castro, no ano de 1857, devido ao esforço do Padre Damaso José Correia em companhia da Presidência da Província.